# San Andrés de Sotavento
San Andrés de Sotavento – miasto w Kolumbii, w departamencie Córdoba.